# Mohamed Ag Erless
Mohamed Ag Erless est un chercheur en sciences sociales malien, né  en 1954 à Tessalit, dans l’Adagh.

## Biographie
Après des études primaires à Tessalit, puis secondaires à Bamako, Mohamed Ag Erless étudie à l’institut pédagogique d’enseignement général et à l’institut national des arts de Bamako.
Entre 1983 et 2008, il travaille à l'Institut des Sciences humaines de Bamako. 
En 2007, il obtient un diplôme à l’École des hautes études en sciences sociales de Marseille (France) en anthropologie sociale et ethnologie .
En 2008, il devient directeur de la mission culturelle d’Essouk, chargé de répertorier et de conserver le patrimoine culturel d’Essouk .
Dans le quotidien français L’Humanité du 26 juin 2012, il lance « Un appel au secours venu de l’Adrar des Ifoghas » face à la destruction des monuments et des archives historiques par les djihadistes pendant l’occupation du nord du mali par les mouvements indépendandistes (Mouvement national pour la libération de l’Azawad) et islamistes (AQMI, Ansar Dine) lors du conflit malien de 2012-2013.

## Œuvres
- Il n’y a qu’un soleil sur Terre. Contes, proverbes et devinettes des Touaregs Kel-Adagh, Aix-en-Provence : Institut de recherches et d’études sur le monde arabe et musulman, 1999 (Travaux et documents de l’IREMAM  N° 20)[4].
- La Grossesse et le suivi de l’accouchement chez les Touareg Kel-Adagh (Kidal, Mali), Bamako : La Sahélienne et Paris : L’Harmattan, 2011[5]
- Il n’y a qu’un soleil sur terre, Bamako : La Sahélienne et Paris : L’Harmattan, 2010[6]
- Le Patriote et le Djihadiste, de Mohamed Ag Erless et Djibril Koné, Bamako : La Sahélienne et Paris : L’Harmattan, 2012
- Proverbes et dictons touaregs, ill. Michel Damblant, Brest : éd. Géorama, 2014